# Hampus Lyttkens
Hampus Elof Axel Lyttkens, född 19 februari 1916 i Luleå, död 27 mars 2011, var en svensk teolog.

## Biografi
Lyttkens blev filosofie kandidat 1937, teologie kandidat 1942, teologie licentiat 1951, teologie doktor 1953, var docent i dogmatik och symbolik vid Uppsala universitet 1952–58, t.f. professor i dogmatik 1959, i etik 1959, var forskardocent 1960–61, professor i religionsfilosofi vid Lunds universitet 1961–82 och universitetets prorektor 1970–77. 
Lyttkens var generalsekreterare i Sveriges kristliga studentrörelse och studentpräst i Stockholm 1947–48, redaktör för Ny kyrklig tidskrift 1959–62, inspektor för Lunds nation 1965–93, ordförande i Akademiska föreningen 1977–83, ordförande i Lunds universitets antagningsnämnd 1977–84, ledamot av studiemedelsnämnden 1968–84 och styrelseledamot i Malmöhus läns allmänna försäkringskassa 1985–88. Han var även representant för Folkpartiet i Malmöhus läns landsting. Han invaldes som ledamot av Humanistiska Vetenskapssamfundet i Lund 1962 och av Vetenskapssocieteten i Lund 1968. 